# HD184539
HD184539 — хімічно пекулярна зоря спектрального класу A1, що має видиму зоряну величину в смузі V приблизно  9,0.
Вона  розташована на відстані близько 632,1 світлових років від Сонця.

## Пекулярний хімічний склад
Зоряна атмосфера HD184539 має підвищений вміст 
Si
.